# Drymonema
Genre
Drymonema est un genre de méduse appartenant à une nouvelle famille, celle des Drymonematidae (Bayha & Dawson, 2010). Cette famille ne comporte que les 3 espèces du genre. Elles vivent dans l'Atlantique et en Méditerranée et se nourrissent d'autres méduses.

## Espèces
Selon World Register of Marine Species (20 avril 2021) :
- Drymonema dalmatinum Haeckel, 1880 -- Atlantique et Méditerranée
- Drymonema gorgo F. Müller, 1883 -- Atlantique sud-ouest
- Drymonema larsoni Bayha & Dawson, 2010 -- Atlantique tropical ouest (Caraïbes)

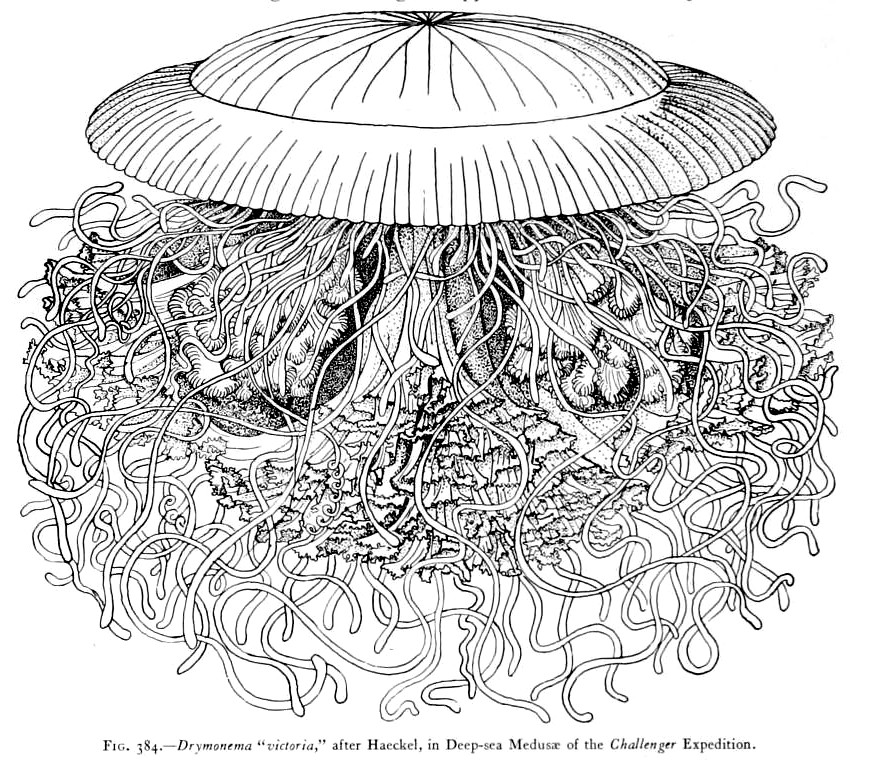
Dessin de Drymonema dalmatinum.